# Imogen Heap
Imogen Jennifer Jane Heap (* 9. prosince 1977 Londýn) je britská zpěvačka a skladatelka, známá zvláště díky spolupráci s Guyem Sigsworthem ve skupině Frou Frou (2002) a svému druhému sólovému počinu Speak For Yourself (2005). Pohybuje se v žánru indie, pop, rock, trip hop a elektro.

## Diskografie
- 1998 – iMegaphone, debut
- 2002 – FROU FROU: Details, spolupráce s Guyem Sigsworthem
- 2005 – Speak For Yourself
- 2009 – Ellipse (původně mělo vyjít už v roce 2008 pod názvem Hideaway)
- 2014 – Sparks